# Fumihiko Maki
Fumihiko Maki (japanski: 槇 文彦, Maki Fumihiko; Tokio, 6. rujna 1928. – ?, 6. lipnja 2024.) bio je japanski arhitekt i dobitnik Pritzkerove nagrade za arhitekturu 1993. godine, koji je predavao arhitekturu na Sveučilištu Keio u Fujisawi. Svjetsku slavu je stekao pionirskom upotrebom novih materijala i spajanjem zapadnjačke i istočnjačke kulture. 

## Životopis
Nakon što je 1952. godine diplomirao arhitekturu na Sveučilištu u Tokiju, Fumihiko Maki je otputovao u SAD gdje je magistrirao na Likovnoj akademiji Cranbrook (Bloomfield Hills, Michigan) 1953., te arhitekturu na Harvardu 1954. god. God. 1956. dobio je mjesto profesora-asistenta na Sveučilištu Washington (St. Louis), gdje je izgrađen njegov projekt Umjetničke dvorane Steinberg na kampusu Danforth. God. 1960. vratio se u Japan gdje je okupio mlade japanske arhitekte u pokretu „metabolizma”. potom je radio za tvrtku Skidmore, Owings & Merrill u New York Cityju, te za arhitekta Josepa Lluísa Serta u Cambridgu, a 1965. god. je osnovao svoju tvrtku Maki and Associates. U 28 godina, njegovo osoblje je naraslo na oko 35 ljudi, od kojih su gotovo svi kasnije osnovali svoje vlastite prakse.
Od tada je postao poznat po funkcionalističkoj arhitekturi eksperimentnih konstrukcija od novih materijala, trajnih i estetski živahnih i laganih formi.

## Djela
Lakoća, kako u stvarnosti tako i metaforično, je bila oduvijek temom Makijeve arhitekture i danas njegov rad manifestira prostornost koja proizlazi u velikoj mjeri iz nematerijalnosti modernih materijala (...) „tako je njegova arhitektura prisutna i odsutna u isto vrijeme, poput prolaznih iluzija kino zaslona za koje oduvijek gaji određenu strast”.
Njegova arhitektura se mijenjala iz neformalnog, kubičnog racionalizma početnih zgrada, očito pod utjecajem Serta, preko teselacijskog minimalizma srednjeg razdoblja do slojevitih, svjetlih membrana posljednjih radova. Prva dva njegova rada koja jasno pokazuju temu lakoće u arhitekturi su Paviljon znanosti Tepia, u Minatou iz 1989., i zgrada Tokijske metropolske gimnazije, dovršene 1990. god. Ove građevine imaju slične dematerijalizirane ljuskaste strukture i podsjećaju na japansko ukiyo-e slikarstvo.
God. 2006. bio je jedan od članova žirija za izgradnju parka Gardens by the Bay u Singapuru gdje je izgradio Republičko politehničko sveučilište. Projektirao je i proširenje Medijskog laboratorija (MIT Media Lab), Cambridge, Massachusetts.
Nakon što je 2008. god. započeo gradnju Tornja 4 novog Svjetskog trgovačkog centra u New York Cityju, čije se otvaranje očekuje tijekom 2013. god., Maki se 2011. god. upustio u proširenje Sjedišta Ujedinjenih naroda od 330 milijuna $.

### Kronološki popis značajnijih djela
- Umjetnička dvorana Steinberg na kampusu Danforth, Sveučilište Washington u St. Louisu, St. Louis, SAD (1964.)
- Internacionalna škola Sv. Marije, Tokyo, Japan (1971.)
- Spiralna zgrada u Tokyju, Japan (1985.)
- Kampus Keio, Fujisawa, Japan (1984. – 1990.)
- Makuhari Messe, Chiba, Japan (1989.)
- Paviljon znanosti Tepia, Minato, Tokyo, Japan (1989.)
- Tokijska metropolska gimnazija, Tokyo, Japan (1990.)
- Umjetnički centar Yerba Buena, San Francisco, SAD (1993.)
- Solitaire, Düsseldorf, Njemačka (2001.)
- Zgrada TV Asahi, Minato, Tokyo, Japan (2003.)
- Republičko politehničko sveučilište, Singapur (2006.)
- Muzej umjetnosti Mildred Lane Kemper, Sveučilište Washington u St. Louisu, SAD (2006.)
- Delegacija Ismaili Imamat, Ottawa, Kanada (2008.)
- MIT Media Lab,  Cambridge, Massachusetts, SAD (2009.)
- Toranj 4 novog Svjetskog trgovačkog centra u New York Cityju (2008. – 2013.)

- Makuhari Messe, Chiba (1989.)
- Umjetnički centar Yerba Buena, San Francisco (1993.)
- Kulturni centar republičkog politehničkog sveučilišta u Singapuru (2006.)
- Toranj 4 novog Svjetskog trgovačkog centra (2012.)

## Vanjske poveznice
- Maki and Associates, službene stranice
- Interview with Fumihiko Maki(video)